# オーツランド

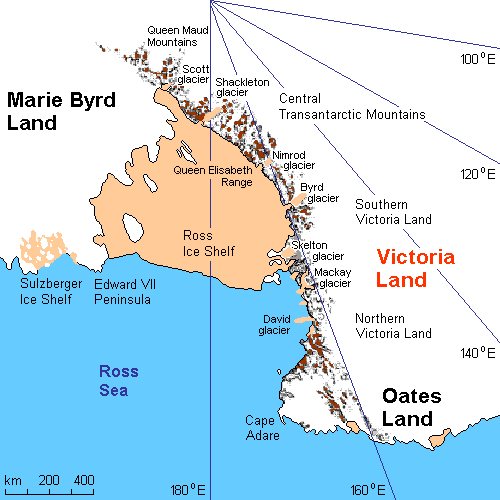
ヴィクトリアランドとオーツランドの地図

オーツランド（英語: Oates Land）は、南極にある地域の名称。南極大陸東部（東南極）にある。海岸部分についてはオーツ海岸（英語: Oates Coast）とも呼ばれる。

## 地理

### 位置・広がり
地理的なオーツ・コーストは、西はCape Hudson（南緯68度20分 東経153度45分） から、東は Cape Williams（南緯70度30分 東経164度9分）にかけての海岸を指す。西はジョージ5世コースト (George V Coast) 、東はヴィクトリアランドのペンネル・コースト (Pennell Coast) に接する。

### 領有権主張
東経160度を境界として、東はニュージーランドが「ロス海属領」として、西はオーストラリアが「オーストラリア南極領土」として、それぞれ領有を主張している。

## 歴史・名称
オーツランドの海岸の東部は1911年2月、テラ・ノヴァ号の探検（スコットの最後の探検として知られる）の中で、テラ・ノヴァ号艦長であるイギリス海軍のハリー・ペンネル (Harry Pennell) によって発見された。ペンネルは、同僚であるローレンス・オーツ (Lawrence Oates) の名をこの海岸に命名した。なお、オーツはスコットとともに南極点を目指したが、1912年3月に南極点からの帰途で没している。
オーツランドの海岸の西部は、モーソン半島 (Mawson Peninsula) に近い。1946年から1947年にかけてのアメリカ海軍のハイジャンプ作戦によって空撮が行われ、はじめて詳細が判明した。
1962年、オーストラリア国立南極調査探検隊によってオーツランド沖（ウィリアムソン・ヘッドの沖）にテラ・ノヴァ島という島が発見されたと報告された。しかし、1989年のドイツ南極ノースヴィクトリアランド遠征によってその存在は確認されず、テラ・ノヴァ島は疑存島であることが判明した。